# Frank Debenham
Frank Debenham, né le 26 décembre 1883 à Bowral et mort le 23 novembre 1965, est un géologue et géographe australien.

## Biographie
Diplômé de l'Université de Sydney, il est un des trois géologues de l'expédition Terra Nova de Robert Falcon Scott (1910-1912). De janvier à mars 1911, lui et quatre autres personnes (Thomas Griffith Taylor, C. S. Wright et Edgar Evans) explorent et étudient l'ouest de la chaîne Transantarctique dans la Terre Victoria. Il sera récompensé par une Médaille polaire.
Il participe à la Première Guerre mondiale dans l'infanterie.
À partir de 1931, il est professeur de géographie à l'Université de Cambridge et le premier directeur du Scott Polar Research Institute, pour lequel il est bénévole de 1920 à 1946.
Debenham a écrit de nombreux livres de géographie. Ses mémoires sur sa période en Antarctique The Quiet Land - The Diaries of Frank Debenham sont éditées par June Debenham aux éditions Bluntisham Books en 1992.